# Rue Lepeu
Pour les articles homonymes, voir Lepeu.
La rue Lepeu est une ancienne rue, aujourd'hui disparue, du 12e arrondissement de Paris. 

## Situation
La rue Lepeu trouvait son début au niveau du numéro 12 de la rue Érard et se terminait en impasse. Elle a disparu dans les années 1970 avec l’opération de rénovation urbaine de l’îlot Saint-Éloi.

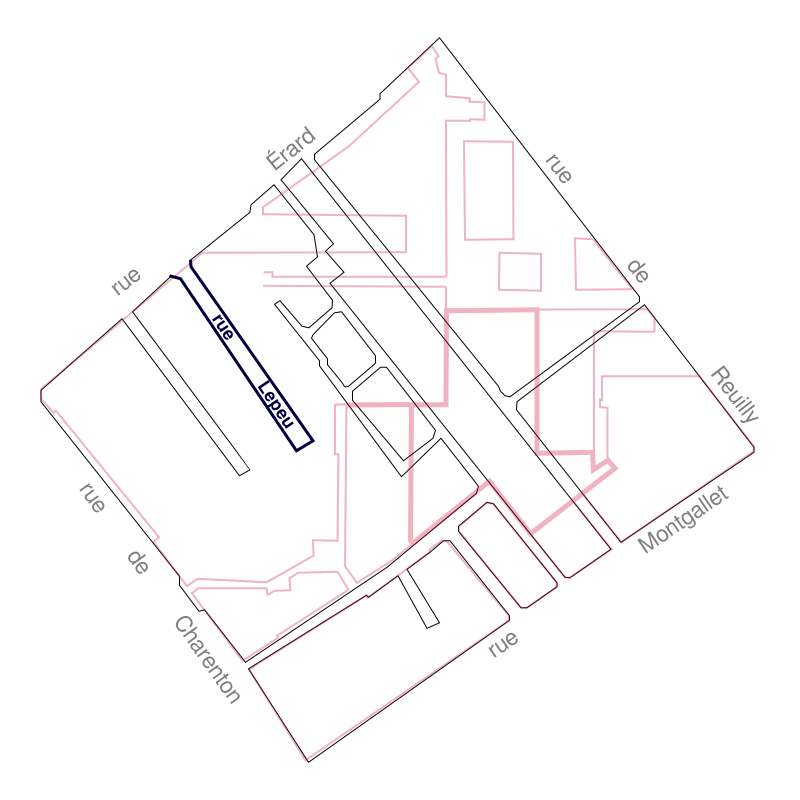
La rue Lepeu sur le plan de l'îlot Saint-Éloi avant l'opération de rénovation urbaine des années 1970 (en superposition, le futur tracé des nouvelles rues)

## Histoire
La rue Lepeu a été ouverte en 1856 et doit son nom à au propriétaire du terrain sur lequel elle fut ouverte. Sur ce terrain se trouvait au XVIIIe siècle le couvent des Dames de la Trinité.